# Peg Perego
Die Peg Perego S.p.A. ist ein international tätiger italienischer Hersteller von Transport- und Sitzhilfen sowie Spielzeugen für Kinder.
Das in Arcore in der Provinz Monza und Brianza ansässige Familienunternehmen produziert und vertreibt unter der Marke Peg-Pérego Kindersitze, Kinderwagen und Kinderstühle sowie zwei-, drei- und vierrädrige, teils batteriebetriebene Kinderfahrzeuge. Das Unternehmen wurde 1949 durch Giuseppe Perego gegründet und produzierte als erster Hersteller Kinderwagen mit Gummirädern anstelle der bis dahin üblichen Blech- oder Korb-Weidenrädern. Peg Perego beschäftigt insgesamt rund 1500 Mitarbeiter und erwirtschaftete 2002 einen Umsatz von 193 Millionen Euro.